# Holms socken, Halland
Holms socken i Halland ingick i Halmstads härad, ingår sedan 1974 i Halmstads kommun och motsvarar från 2016 Holms distrikt.
Socknens areal är 29,03 kvadratkilometer, varav 28,82 land. År 2000 fanns här 726 invånare. Tätorten Holm med sockenkyrkan Holms kyrka ligger i socknen. 

## Administrativ historik
Holms socken har medeltida ursprung.
Vid kommunreformen 1862 övergick socknens ansvar för de kyrkliga frågorna till Holms församling och för de borgerliga frågorna till Holms landskommun.  Denna senare inkorporerades 1952 i Kvibille landskommun som sedan 1974 uppgick i Halmstads kommun. Församlingen uppgick 2010 i S:t Nikolai församling, som 2016 uppgick i Halmstads församling.
1 januari 2016 inrättades distriktet Holm, med samma omfattning som församlingen hade 1999/2000.  
Socknen har tillhört fögderier och domsagor enligt Halmstads härad. De indelta båtsmännen tillhörde Södra Hallands första båtsmanskompani.

## Geografi och natur
Holms socken ligger norr om Halmstad. Socknen är i öster kuperad slättbygd och har i väster Nyhemsåsen.
Vapnö mosses naturreservat som delas med Enslövs socken ingår i EU-nätverket Natura 2000.
Bland sätesgårdar kan nämnas Holms herrgård. och de äldre säterierna Vettungen och Nordkärr (ägd av Knut Algotsson (Bengt Hafridssons ätt) vars dotter Katarina Knutsdotter skänkte godset till  Vadstena Kloster, och senare vid reformationen ägdes gården av bland andra ätten Posse och kungafamiljen Bernadotte) .

## Fornlämningar
Från bronsåldern finns gravrösen och stensättningar Från järnåldern finns tre mindre gravfält och sliprännestenar.

## Namnet
Namnet (1456 Skepsholm, 1489 Holm) kommer från kyrkbyn och innehåller holm, 'upphöjning över kringliggande mark'.

## Befolkningsutveckling
| Befolkningsutvecklingen i Holms socken, Halland 1800–1990                                               | Befolkningsutvecklingen i Holms socken, Halland 1800–1990 | Befolkningsutvecklingen i Holms socken, Halland 1800–1990 | Befolkningsutvecklingen i Holms socken, Halland 1800–1990 | Befolkningsutvecklingen i Holms socken, Halland 1800–1990 |
| --- | --------------------------------------------------------- | --------------------------------------------------------- | --------------------------------------------------------- | --------------------------------------------------------- |
| |                                                           |                                                           |                                                           |                                                           |
| År |                                                           |                                                           | Folkmängd                                                 |                                                           |
| 1800 | 1800                                                      |                                                           | 471                                                       |                                                           |
| 1810 | 1810                                                      |                                                           | 436                                                       |                                                           |
| 1820 | 1820                                                      |                                                           | 502                                                       |                                                           |
| 1830 | 1830                                                      |                                                           | 502                                                       |                                                           |
| 1840 | 1840                                                      |                                                           | 536                                                       |                                                           |
| 1850 | 1850                                                      |                                                           | 569                                                       |                                                           |
| 1860 | 1860                                                      |                                                           | 645                                                       |                                                           |
| 1870 | 1870                                                      |                                                           | 649                                                       |                                                           |
| 1880 | 1880                                                      |                                                           | 757                                                       |                                                           |
| 1890 | 1890                                                      |                                                           | 777                                                       |                                                           |
| 1900 | 1900                                                      |                                                           | 881                                                       |                                                           |
| 1910 | 1910                                                      |                                                           | 806                                                       |                                                           |
| 1920 | 1920                                                      |                                                           | 735                                                       |                                                           |
| 1930 | 1930                                                      |                                                           | 740                                                       |                                                           |
| 1940 | 1940                                                      |                                                           | 663                                                       |                                                           |
| 1950 | 1950                                                      |                                                           | 609                                                       |                                                           |
| 1960 | 1960                                                      |                                                           | 587                                                       |                                                           |
| 1970 | 1970                                                      |                                                           | 716                                                       |                                                           |
| 1980 | 1980                                                      |                                                           | 673                                                       |                                                           |
| 1990 | 1990                                                      |                                                           | 662                                                       |                                                           |
| Anm: Källor: Umeå universitet - Tabellverket 1749-1859, Demografiska databasen, CEDAR, Umeå universitet |                                                           |                                                           |                                                           |                                                           |